# Патентен трол
В международното право и бизнеса патентното тролиране  или съхранение на патенти е категоричен или оспорващ термин, прилаган към лице или компания, което се опитва да наложи патентни права срещу обвинени нарушители далеч над действителната стойност на патента или принос към предшестващото състояние на техниката, often through hardball legal tactics често чрез твърда правна тактика (несериозни съдебни спорове, неприлични съдебни спорове, стратегическо дело срещу публично участие (SLAPP), смразяващи ефекти и други подобни) Патентните тролове често не произвеждат продукти или предоставят услуги въз основа на въпросните патенти. Въпреки това, някои организации, които не практикуват заявения си патент, не могат да бъдат считани за „патентни тролове“, когато предварително лицензират своите патентовани технологии при разумни условия.
Други свързани понятия включват патентно холдингово дружество (PHC), субект за заявяване на патент (PAE) и непрактикуващ субект (NPE), които могат или не могат да бъдат считани за „патентен трол“ в зависимост от позицията, която заемат и възприятието тази позиция от обществеността. Докато в повечето случаи субектите, наречени „тролове“, действат в рамките на правната система, техните агресивни тактики постигат резултати, противоречащи на произхода на патентната система, като законодателен социален договор за насърчаване и защита на иновациите; бързият възход на съвременната информационна икономика постави глобалната система за интелектуална собственост в по-голямо напрежение.
Патентното тролиране е по-малък проблем в Европа, отколкото в Съединените щати, тъй като Европа има режим на губещи разходи. За разлика от тях в САЩ обикновено се прилага американското правило, според което всяка страна отговаря за заплащането на собствените си адвокатски хонорари. След решението на Върховния съд на САЩ по дело Octane Fitness, LLC срещу ICON Health & Fitness, Inc. на 29 април 2014 г., сега е по-лесно за съдилищата да присъждат разходи за несериозни патентни дела.

## Етимология и определение
Терминът патентен трол е използван поне веднъж през 1993 г., макар и с малко по-различно значение, за да опише държави, които подават агресивни патентни дела. Образователното видео от 1994 г., The Patents Video също използва термина, изобразяващ зелен трол, който пази мост и изисква такси. Произходът на термина патентен трол също се приписва на Ан Гунделфингер или Питър Деткин, и двамата адвокати на Intel, в края на 90-те години.
Понастоящем патентният трол е спорен термин, податлив на множество дефиниции, нито един от които не се счита за задоволителен от гледна точка на това как патентните тролове трябва да бъдат третирани в закона. Определенията включват страна, която прави едно или повече от следните:
- Закупува патент, често от фалирала фирма, и след това съди друга компания, като твърди, че един от нейните продукти нарушава закупения патент;[3]
- Прилага патенти срещу предполагаемите нарушители, без да възнамерява да произвежда патентования продукт или да предоставя патентованата услуга;[9][10]
- Прилага патенти, но няма производствена или изследователска база;[11]
- Фокусира усилията си единствено върху прилагането на патентни права;[12]
- Заявява искове за нарушение на патент срещу копиращи машини или срещу голяма индустрия, която е съставена от копирни машини.[13]

Терминът „патентен пират“ е използван за описание както на патентно тролене, така и на актове за нарушаване на патент. Свързаните изрази са „непрактикуващ субект“ (NPE) (дефиниран като „притежател на патент, който не произвежда или използва патентованото изобретение, а вместо да се откаже от правото на изключване, NPE се стреми да приложи правото си чрез договаряне на лицензи и съдебни спорове „), „patent assertion entity“ (PAE),„ субект за заявяване на патент „(PAE), „патентополучател, който не е производител“, „патентна акула“, „търговец на патенти“, „компания за заявяване на патент“, и „търговец на патенти“.
Объркването относно използването на термина патентен трол е очевидно в научните изследвания и медийните репортажи. През 2014 г. PricewaterhouseCoopers публикува изследване на съдебни спорове за патенти, включващо проучване на непрактикуващи организации, включително индивидуални изобретатели и организации с нестопанска цел, като университети. Цитирайки това изследване, медии като Washington Post обозначават всички непрактикуващи субекти като патентни тролове.

## Правна и регулаторна история
Според RPX Corporation, фирма, която помага за намаляване на риска от съдебни дела за патенти на компанията, като предлага лицензи на патентите, които притежава, в замяна на споразумение да не се съдят, патентни тролове през 2012 г. са подали над 2900 дела за нарушение (почти шест пъти по-високи от броя през 2006 г.).
В обръщението си към Закона за американските изобретения (AIA), приет от Конгреса през септември 2011 г. за реформиране на американското патентно законодателство, президентът на САЩ Барак Обама заяви през февруари 2013 г., че „усилията на САЩ за патентна реформа са само наполовина до мястото, където трябва да стигнат“. Следващата посочена стъпка беше да се съберат заинтересованите страни и да се постигне консенсус относно „по-интелигентните патентни закони.“
Като част от усилията за борба с патентните тролове, Съветът за патентно проучване и обжалване е овластен да започне да провежда процеса на inter partes review (IPR) през 2012 г. IPR позволява на изпълнителна агенция да прегледа валидността на патент, докато преди това такъв преглед може да се проведе само пред съд. Върховният съд потвърди конституционността на процеса на IPR през 2018 г. През 2015 г. 45% от всички патентни дела в Съединените щати са заведени в източната част на Тексас в Маршал, а 28% от всички патенти са подадени пред Джеймс Родни Гилстрап, съд, известен с фаворизиране на ищците и с експертизата си по патентни дела.  През май 2017 г. обаче Върховният съд на САЩ постанови единодушно в TC Heartland LLC срещу Kraft Foods Group Brands LLC, че делата за патентни съдебни дела трябва да бъдат разглеждани в щата, в който е регистриран ответникът, изключвайки тази опция за ищците.
На 4 юни 2013 г. президентът Обама споменава патентните тролове и възлага на Службата за патенти и търговски марки на САЩ (USPTO) да предприеме пет нови действия, за да предотврати нарастването на съдебните дела за нарушаване на патента. Казвайки „те всъщност не произвеждат нищо сами, те просто се опитват да се възползват и отвлекат чужда идея и да видят дали могат да измъкнат малко пари от тях“, президентът нареди на USPTO да изисква от компаниите да бъдат по-конкретни относно точно какво обхваща техният патент и как се нарушава.
Също така администрацията заяви, че USPTO ще затегне контрола върху патентните искове, които изглеждат прекалено широки, и ще има за цел да ограничи съдебните дела за нарушаване на патенти срещу потребители и собственици на малък бизнес, използващи налична технология. Президентът поиска от Конгреса да приеме законодателство за по-агресивно ограничаване на „неправомерните“ дела. Дейвид Кравец заяви, че [e] електронните книги по история ще запомнят 44-тия президент за това, че започна верига от реформи, които направиха хищнически патентни дела във виртуална памет.
В Конгреса на САЩ сенаторът Orrin Hatch (R-Utah) спонсорира законодателство през 2013 г., целящо да намали разпространението на патентното тролене. Законопроектът, наречен Закон за целостта на съдебните спорове, ще помогне на съдиите да накарат патентните тролове да платят цената на съдебните дела, особено ако троловете ги.
През ноември 2014 г. Федералната търговска комисия на САЩ (FTC) уреди първия си иск за защита на потребителите срещу компания за използване на „измамни искания за продажба и фалшиви правни заплахи“. FTC установи, че ответникът MPHJ е изпратил писма до над 16 000 малки и средни предприятия, заплашващйки ги със съдебни дела за нарушение на патент, ако компаниите не изпълнят искането му за лицензионни такси от 1000 до 1200 долара на служител. Споразумението от 2014 г. предвиждаше 16 000 долара глоба за писмо, което MPHJ или неговите адвокати да изпращат.
Реакции на щатите в САЩ
През май 2013 г. влиза в сила Законът за защита на потребителите от Върмонт. Законът от Върмонт забранява недобросъвестни заплахи за нарушение, като недобросъвестността се посочва от: липса на конкретност на предполагаемото нарушение, искания за сетълмент или искове за вреди, които включват прекомерни лицензионни такси и необосновано кратки срокове за плащане на поискани пари. Уставът на Върмонт дава на получателите на писма със заплахи правото да предявяват иск пред щатския съд, като по този начин го прави по-малко доходоносен бизнес модел за изпращане на голям брой писма със заплахи.
Към август 2013 г. законодателството на Върмонт не е било тествано в съда за нарушаване на федералното предимство, правния принцип, който забранява на държавите да се намесват във въпроси, регулирани или администрирани от федералното правителство (като авиацията), или прилагане на федералния закон.
През август 2013 г. главният прокурор на Небраска изпраща предупреждения до адвокатска кантора на патентен трол, твърдейки, че изпращането на несериозни искания за лицензиране до бизнеса в Небраска може да представлява нелоялни и измамни бизнес практики и да нарушава законите на Небраска за нелоялната конкуренция.
През 2013 г. главният прокурор на Минесота получава споразумение, забраняващо на MPHJ Technology Investments LLC да продължи своята лицензионна кампания, Минесота е първият щат, получил такова споразумение.
През април 2014 г. губернаторът на Уисконсин подписва законодателство, което би затруднило патентоването на компаниите от Уисконсин. Законодателството налага строги задължения за уведомяване на субекта, който претендира за нарушение, и има потенциално строги санкции за неспазване на процеса на уведомяване.
По време на законодателната сесия през 2014 г., губернаторът на Айдахо Брад Литъл спонсорира законопроект на Сената 1354 или законопроекта за „патент-трол“, който защитава компаниите от „недобросъвестни твърдения за нарушаване на патент“, при които притежателят на патент често тормози бизнеса за предполагаемо нарушаване на патент с цел събиране на изнудваща лицензионна такса.

## Причини
Разходите за защита срещу иск за нарушение на патент, считано от 2004 г., обикновено са около $1 милион преди процеса и около $2,5 милиона при успешна защита. Тъй като разходите, а и рисковете са доста големи, подсъдимите могат да отсъдят някои нематериални искове, на стойност няколкостотин хиляди долара, за неуместни. Несигурността и непредсказуемостта на резултатите от съдебните заседания в САЩ насърчават уреждането на такива споразумения.
Предполага се, че тенденциозния подбор и изоставането в разглеждането (и одобряването) на патенти, на патентния пазар, насърчават патентния тролинг.
Ако патентното ведомство приеме претенции, които са били измислени, публикувани или дори патентовани преди това, пренебрегвайки оригинален материал, съдействащ за състоянието на патента по всяко време, тогава дори вече съществуващи „технологии“ могат да подлежат на патентен тролинг. Преразглеждане за анулиране на патент може да бъде поискано, но това трябва да стане въз основа на оригиналния материал споменат по-горе. Тези искове обаче могат да се отправят единствено след завеждане на (или заплашване със) съдебно дело (около 0,33% от патентите в САЩ са поискали такова преразглеждане). В съдебния процес участва само притежателят на патента, а страната поискала преразглеждането, няма право на обжалване, като е възпряна да използва същите аргументи и доказателства при всякакви последвали дела. Този риск поддържа минимална популярност на преразглеждането, въпреки сравнително ниската му цена. Освен това най-честият резултат не е валидиране или анулиране на патент, а по-скоро намаляване на претенциите към него.
Не съществува задължение за незабавна защита на патент. По този начин компании могат да произвеждат патентован продукт в продължение на години, преди да бъдат осъдени от патентен трол (напр. форматът JPEG, за който се предполага, че няма лицензионни такси, е бил обект на две патентни атаки, една от Forgent Networks (2002 – 2006 г.) и друга от Global Patent Holdings (2007 – 2009 г.); в крайна сметка и двете атаки са били отхвърлени въз основа на представен оригинален материал, съдействащ за състоянието на патента по всяко време, като преди това обаче Forgent събира над $100 милиона лицензионни такси от 30 компании и завежда дело срещу 31 други компании).

## Ефекти
През 2011 г. американска бизнес компания печели $29 милиарда от преки разходи чрез патентен тролинг. Съдебни процеси причинени от „фирми за заявяване на патенти“ представляват 61% (общо) от всички патентни случаи през 2012 г., според Законовия факултет в университета Санта Клара. От 2009 г. до средата на 2013 г. компанията Apple е била съдена 171 пъти, като тя е следвана от Hewlett-Packard (137), Samsung (133), AT&T (127) и Dell (122). Съдебни спорове, предизвикани от патентни тролове, някога предимно ограничени до големи дружества, започнали да се появяват около всякакви компании, независимо от техния бюджет или индустрия, в която оперират. През 2005 г. патентни тролове съдят 800 малки фирми (с годишни приходи по-малки от $100 милиона), като бройката на тези фирми достига почти 2900 през 2011 г. (с годишните приходи около $10.3 милиона). Проучване на PricewaterhouseCoopers от юли 2014 г. заключава, че непрактикуващите лица са замесени в 67% от всички патентни съдебни процеси, с 28% повече за последните 5 години.
Общо проучване на Бизнес факултета в Харвард и университета в Тексас от 2014 г. показва, че фирми били принуждавани да плащат на патентни тролове, взимайки от средствата си за изследователска и развойна дейност (загуби с около $211 милиона). Проучването също показва, че троловете най-често съдят компании с по-малко адвокати, като по този начин те ги принуждават да инвестират в законни представители, вместо в технологични иновации. Троловете стратегически съдят фирми с повече пари, тъй като те са субект на патентен процес много преди да започнат да създават продукти или дори да печелят пари.
Троловете прогресивно взели да наблягат върху софтуерни патенти, вместо химични или механични „изобретения“, въпреки трудностите за намирането на такива. Проучване на Сметната палата на САЩ счита, че делът на патентни съдебни процеси инициирани от интернет тролове не се е променил много от 2007 г. до 2011 г. От Сметната палата на САЩ смятат, че това леко покачване на съдебните процеси се дължи на често променящите се и еволюиращи технологии, точно каквито са софтуерите. Софтуерните патенти се описват като „доста податливи“ към злоупотреба, тъй като те са „концептуални по своята същност“. Един софтуерен патент е 4 пъти по-вероятно да бъде осъден, отколкото един химичен патент, а един софтуерен „бизнес-метод“ патент – цели 13 пъти.
На 4 юни 2013 г. Националният Икономически Съвет и Съветът на Икономическите Съветници разпространяват доклад с името „Патентно Твърдение и Американски Иновации“. Този доклад описва възможните икономически проблеми, които патентните тролове могат да причинят и предлага тяхното адресиране. Докладът посочва следното: „Специфични политики трябва да се фокусират върху намирането на по-добри патенти с висок стандарт на новост/необикновеност. Трябва да се намалят несъответствията при цените за съдебни спорове, касаещи собственици на патенти. Трябва да се увеличи адаптивността на иновационните системи (нови технологии и бизнес модели)“.
Основна критика към патентните тролове е, че те са в състояние да договарят лицензионни такси, които са напълно несъответстващи на техния принос към продукта или услугата на предполагаемия нарушител, независимо от техния непрактикуващ статут или искове за патенти. Рискът от плащане на високи цени за лицензиране на патенти, за които не са знаели, че са вече създадени и цената за допълнителна защита на съревноваващи се патенти увеличават общата цена многократно, като по този начин се покачва и рискът от копиране.
От друга страна възможността да се купуват, продават и лицензират патенти се вижда като доста интересна (от някои). The Wall Street Journal твърди, че създаването на втора борса, специализирана само за патенти, ще стимулира хората към правенето на повече иновации и патенти. Патентно-лицензионните органи също твърдят, че обединяване на патентите в ръцете на специализирани лицензионни компании би улеснило организирането на собствеността върху патентни права.
В интервю от 2011 г., бившият федерален съдия на САЩ Пол Р. Мишел счита проблема (за непрактикуващи лица или така наречените „патентни тролове“) за силно преувеличен. Въпреки че патентната система на САЩ има редица проблеми – „повечето искове за нарушения на непрактикуващите лица са несериозни, тъй като ответникът очевидно не е в нарушение по никакъв начин, нито пък патентът му е невалиден“, „съдебните заседания свързани с патенти могат да протичат много бавно и струват доста скъпо“ и „непрактикуващите лица могат да добавят стойност към патентите като ги изкупуват, когато производителите откажат да го направят“, той смята, че изобретателите могат само да се възползват от развиващия се пазар за придобиване на патенти.
Тази гледна точка била подкрепена в статия от 2014 г., предполагаща, че терминът „патентен трол“ работи в полза на големи организации, като „нарушава“ патенти и изказва възмущение от „по-малки“ изобретатели. Аргументът срещу употребата на този термин е, че непрактикуващите лица (по принцип) връщат по-голямата част от обезпечението на оригиналния изобретател. По подобен начин се изразява и колумнистът на New York Times Джо Носера, който твърди, че законите свързани с патентни реформи не са разглеждани като „ненасочени към тролове“, а по-скоро като „нагласящи по-добри условия за големи компании с лобистки бюджет“.

## Механика
Патентните тролове действат подобно на всяка друга компания, която защитава и експлоатира агресивно патентно портфолио. Фокусът им обаче е върху получаването на допълнителни пари от съществуващи приложения, а не от търсене на нови приложения за технологията. Те наблюдават пазара за евентуално нарушаващи технологии, като гледат популярни продукти, новини и анализ. Те също така преглеждат публикувани заявки за патенти за признаци, че друга компания разработва нарушаваща технология, вероятно не знаейки за собствените си патенти. След това разработват план как да продължат. Те могат да започнат, като съдят особено уязвима компания, която има много да загуби, или малко пари, за да се защити, надявайки се, че ранна победа или споразумение ще създаде прецедент, който да насърчи другите партньорски компании да се съгласят с лицензи. Алтернативно те могат да атакуват цяла индустрия наведнъж, надявайки се да я смажат.
Индивидуалният случай често започва с нестабилна жалба за нарушение или дори с обикновена заплаха от съдебен процес, което често е достатъчно, за да насърчи уреждането на неприятностите или „заплашителната стойност“ на исковата молба чрез закупуване на лиценз за патента. В Съединените щати патентните искове преди това можеха да бъдат заведени във всеки окръжен съд на Съединените щати, което позволява на ищците да „пазаруват“, за да намерят съда с най-големи шансове за успех; през 2015 г. 45% от всички патентни дела са заведени в [[източния окръг на Тексас в Маршал], тъй като този съд е известен с това, че благоприятства ищците и с експертизата си по патентни дела. Върховният съд на Съединените щати обаче реши с единодушно решение от май 2017 г. по дело TC Heartland LLC срещу Kraft Foods Group Brands LLC , че делата за патентни съдебни дела трябва да се разглеждат в щата, в който е вписан ответникът, като изключи тази опция за ищците.
Несигурността и непредсказуемостта на резултатите от съдебните заседания също насърчава уреждането. Ако спечели, ищецът има право на обезщетение за присъждане на най-малко „разумен“ роялти, определен съгласно нормите в областта на патентованото изобретение.
Патентните тролове са в неизгодно положение поне по два начина. Първо, собствениците на патенти, които правят и продават изобретението си, имат право на награди за пропуснати ползи. Въпреки това, патентните тролове, които не са производители, обикновено не отговарят на изискванията. Освен това правата на притежателите на патенти да забранят на нарушителите да произвеждат, използват или продават технологии, които нарушават техните патенти, са ограничени в съдебното решение от 2006 г. eBay v. MercExchange. Вместо да дава автоматично заповед, Върховният съд на САЩ заяви, че съдилищата трябва да прилагат стандартен тест за разумност, за да определят дали дадена заповед е оправдана. Пишейки във Форбс  за въздействието на това дело върху патентни тролове, писателката Джесика Холцер заключава: „Решението на върховния съд нанася удар върху патентните тролове, които са известни с това, че използват заплахата от постоянна заповед за изнудване на солидни такси в преговорите за лицензиране, както огромни сетълменти от компании, които са обвинени в нарушаване. Често тези селища могат да бъдат много по-големи от стойността на нарушаващата технология: Припомнете си $ 612,5 милиона, които канадската Research in Motion предаде на патентната компания NTP, Inc., за да избегне изключване на популярната услуга BlackBerry. "
Непроизводственият статут на патентения трол има стратегическо предимство, тъй като целевият нарушител не може да предявява иск за нарушение. При съдебни спорове между фирми, които произвеждат, използват или продават патентована технология, ответникът често използва собственото си патентно портфолио като основа за подаване на насрещен иск за нарушение. Обратният иск се превръща в стимул за уреждане и в много отрасли обезкуражава исковете за нарушаване на патент. Освен това патентният иск носи със себе си заплахата от съдебно разпореждане или взаимно разпореждане, което може да спре производството или други стопански операции. Ако притежателят на патент не направи, използва или продаде технология, тогава няма да съществува възможност за насрещен иск за нарушение. Поради тази причина патентният трол е в състояние да приложи патенти срещу големи компании, които имат значителни собствени портфейли. Освен това, патентните тролове могат да използват фирми.

## Ответ към патентните тролове
Патентните тролове нито използват, нито пускат на пазара, изобретенията обхванати от техните патенти. Техният план за печелене на пари е чрез завеждане на (или заплашване със) съдебни дела. Използването на съдебната система за печелене на пари дава на патентните тролове финансово предимство. Като ищци те обикновено са неуязвими срещу защитни стратегии, които големият бизнес би могъл да използва срещу тях (напр. съдебните разноски са значително по-големи за ответника (или „нарушителя“), отколкото за предполагаемия „ощетен“ ищец, който има адвокат, на когото се заплаща само при спечелено дело).
Стратегиите, използвани от компаниите, за да се защитят от законната конкуренция, са неефективни срещу патентните тролове. Защитните техники включват: наблюдение на патентни дейности на конкуренти, за да се избегне нарушаване на патентите (тъй като патентните тролове не са конкуренти, производителните компании обикновено нямат начин да разберат за трола или неговите патенти, докато не бъдат направени значителни инвестиции за производство и пускане на пазара на продукт); продължаване на офанзивата с насрещни искове, които обвиняват патентния ищец в нарушаване на патенти, собственост на ответника (взаимната заплаха често кара страните да постигнат взаимноизгодно споразумение за кръстосано лицензиране); или защита на „изгорена земя“, предназначена да повиши разходите за съдебни спорове (което е еднакво неефективно, тъй като патентните тролове планират и разполагат с финанси за цялостно водене на дело; всъщност някои са в състояние да използват хедж фондове и институционални инвеститори за финансиране на техните дела за патенти).
Споразуменията за „обединяване на патенти“, при които много компании си сътрудничат, за да обединят своите патентовани знания, за да създават нови продукти, също са неприложими за патентните тролове, тъй като те не произвеждат продукти. Възможно е да се изпълняват обидни техники за отблъскване на патентни тролове с превантивно пускане на концепции с отворен код, за да се попречи на патентните тролове да установят интелектуална собственост върху технологията на градивни елементи. Водена от Google инициатива LOT Network беше създадена през 2014 г. за борба с PAE чрез кръстосано лицензиране на патенти, които попадат в ръцете на изпълнителите. Друга организация, свързана с Google, Unified Patents, се стреми да намали броя и ефективността на патентните тролове чрез подаване на inter partes рецензии (IPR) за патенти, притежавани от тролове.
Големите компании, които използват съдебни спорове като конкурентно средство, рискуват да загубят патентните си права, ако ответникът претендира за злоупотреба с патент. Защитата срещу неправомерно използване обаче е трудна срещу патентен трол, тъй като антитръстовите нарушения обикновено включват значителна пазарна мощ от страна на притежателя на патента. Въпреки това производителите използват различни тактики, за да ограничат излагането си на патентни тролове. Повечето имат по-широко приложение и за защита на своите технологии срещу конкуренти. Те включват:
- Дизайнерските обиколки могат да бъдат защита срещу патентни тролове. Размерът на лицензионната такса, който патентен трол може да изиска, е ограничен от алтернативата на разходите за проектиране около патента (ите) на трола.[76]
- Патентен часовник. Компаниите рутинно наблюдават нови патенти и заявки за патенти, повечето от които се публикуват, за да определи дали има такива, които имат отношение към техните бизнес дейности.
- Изчистване на търсения. Стандартна практика е да се извърши търсене на разрешение за патенти или висящи заявки за патент, които обхващат важни характеристики на потенциален продукт, преди първоначалното му разработване или търговско въвеждане. Например, при търсене на Томас Едисън е открит предходен патент на двама канадски изобретатели, Хенри Удуърд и Матю Еванс, за въглеродни нишки в неокисляваща среда (патент на САЩ 181 613), вида на крушката, която Едисън иска да разработи. Едисън купи патента за 5000 щатски долара (132 466 долара в днешна сума), за да елиминира възможността за по-късно оспорване от Удуърд и Еванс.
- Процедура по възражение. В Европа (съгласно Европейската патентна конвенция) всяко лице може да се противопостави на европейски патент. В Съединените щати има по-ограничен процес, известен като преразглеждане. Като пример Research In Motion подаде преразглеждане на широки патенти на NTP, Inc., свързани с технологията BlackBerry.
- Иск. Докато някои компании се съгласяват с исканията на троловете, други преминават в офанзива, като оспорват самите патенти, например като намират предшестващо състояние на техниката, което поставя под въпрос тяхната патентоспособност. Те могат също така широко да оспорят дали въпросната технология нарушава или да се опитат да покажат злоупотреба с патент. Ако успеят, не само печелят разглежданото дело, но унищожават основната способност на патентния трол да съди. Знаейки това, патентният трол може да отстъпи или да намали исканията си.
- Ранно заселване. Често е много по-евтино от съдебните разноски.
- Застраховка за нарушаване на патент. Предлага се застраховка, която помага да се защитят компаниите от неволно нарушаване на патентите на трета страна.
- Защитна агрегация на патенти, практиката на закупуване на патенти или патентни права от притежателите на патенти, така че те да не попаднат в ръцете на физическо лице или предприятие, което може да ги отстоява. Все по-често агрегациите са фокусирани върху закупуване на патенти и патентни права извън свободния пазар или извън твърдения и съдебни спорове за NPE, които пряко влияят върху бизнеса на членовете на агрегацията. След това агрегаторът предоставя на членовете широк лиценз за всичко, което притежава, в замяна на годишна фиксирана такса.[77] Дефанзивните агрегатори закупиха 15% от всички посреднически продажби на патенти през 2014 г.[78]
- Действие за неоправдани заплахи. В Австралия, Обединеното кралство и други страни,[79] може да бъде предявен съдебен иск срещу всеки, който отправя неоправдани заплахи, за да започне да нарушава патент. По отношение на австралийските разпоредби за заплахите, Лиза Л. Мюлер казва, че „ако се установи, че патентен трол е участвал в заплаха, единственият начин да се защити срещу разпореждане или присъждане на парични щети би бил да започне процедура за нарушаване на патент и тогава съдът да установи, че е възникнало нарушение.[79]
- Щедрости. Паричните награди са предлагани на обществеността за намиране на предшестващо състояние на техниката или за предоставяне на друга информация, като аргументи, показващи очевидността или съществени дефекти в патентна заявка, които биха обезсилили патентите на патентен трол. Тази тактика е използвана не само срещу въпросния патент, но и срещу други патенти, притежавани от патентния трол, за да подкопае неговия бизнес модел.[80]